# Відстійний колодязь

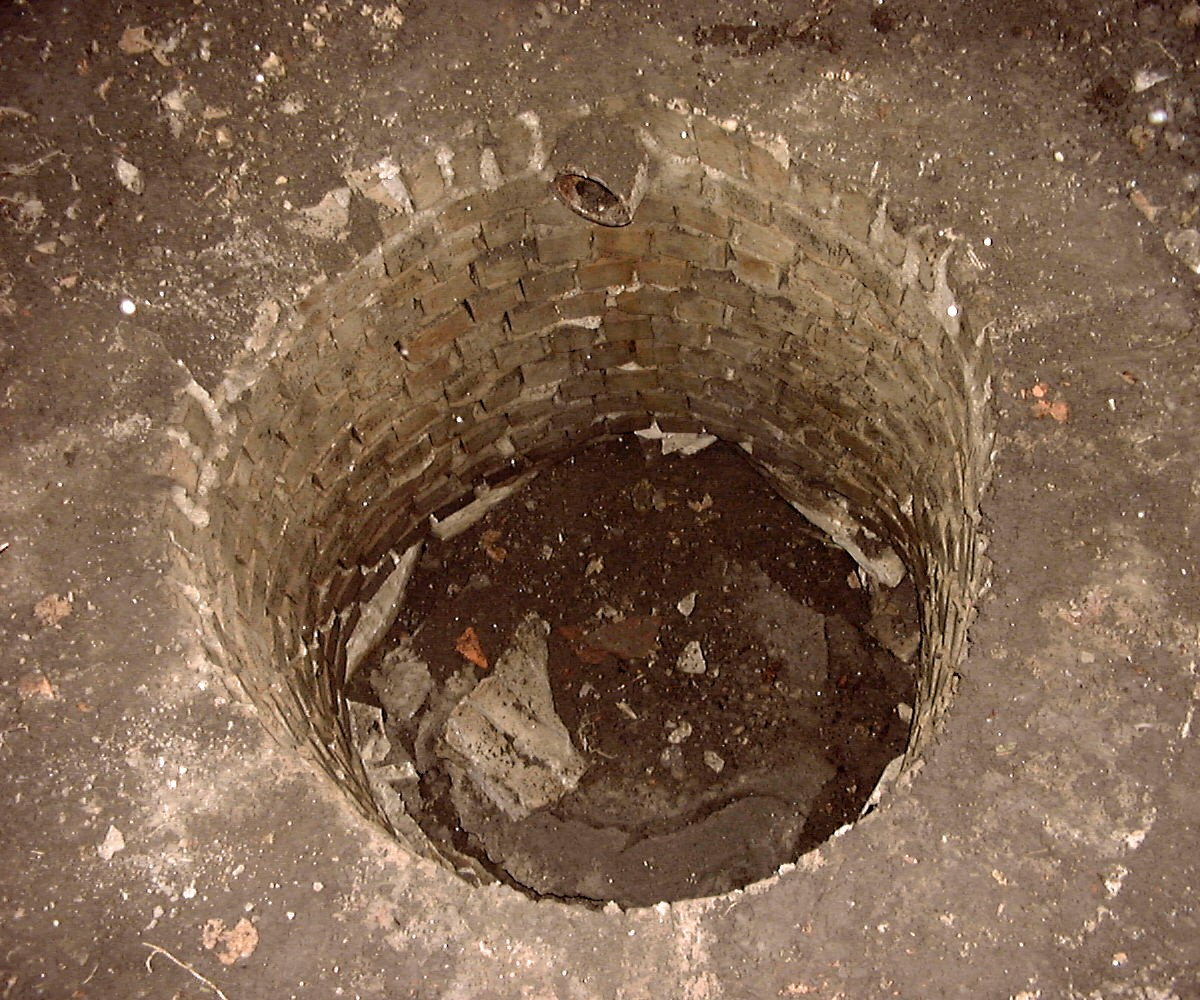
Старий відстійний колодязь

Відстійні колодязі — підземні споруди, призначені для утилізації та очищення стоків та ґрунтових вод. По відношенню до поверхні землі проектуються відкриті і закриті.

## Облаштування
Такий колодязь є викопаною ямою, зазвичай із бетонною або пластиковою трубою всередині. Дно може бути з наповнювачем — гравієм, щебнем тощо. Вода потрапляє через вхідні труби у верхній його частині. Він може бути як частиною ширшої очисної мережі, так і окремим об'єктом очищення стоків або збору дощової води з дахів. Для запобігання забрудненню ґрунтових вод, у таких колодязях облаштовують відстійники.